# North Middlesex
North Middlesex – gmina (ang. township) w Kanadzie, w prowincji Ontario, w hrabstwie Middlesex.
Powierzchnia North Middlesex to 597,86 km².
Według danych spisu powszechnego z roku 2001 North Middlesex liczy 6901 mieszkańców (11,54 os./km²).

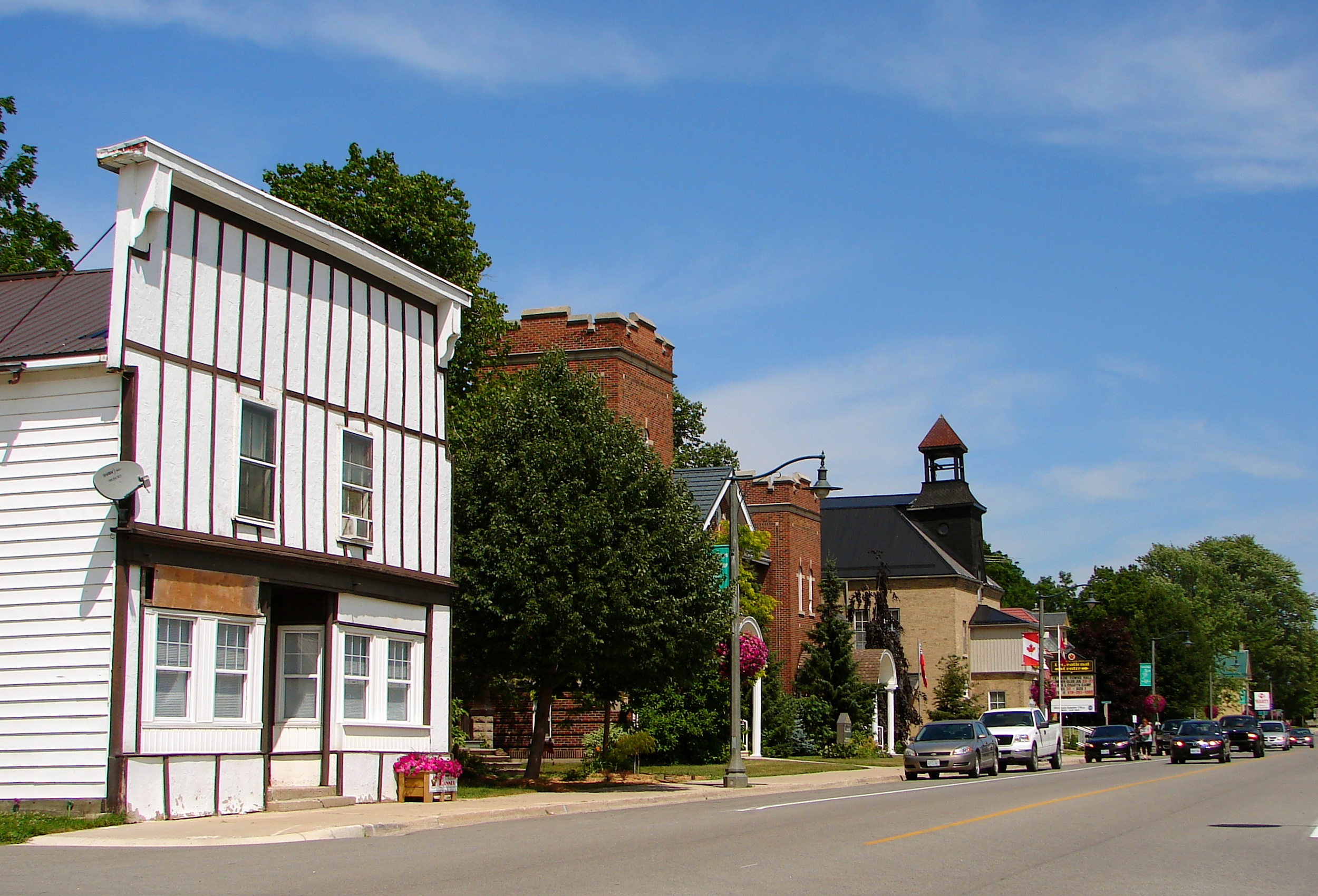
Ailsa Craig